# Stössing
Stössing är en ort och kommun  i Österrike. Den ligger i distriktet Sankt Pölten-Land i förbundslandet Niederösterreich, 40 kilometer väster om huvudstaden Wien.
Kommunen består av tio orter (Ortschaften) (inom parentes invånarantal 1 januari 2024):

- Bonnleiten (85)
- Buchbach (37)
- Dachsbach (36)
- Freiling (48)
- Hendelgraben (111)
- Hochgschaid (148)
- Hochstraß (66)
- Hof (17)
- Sonnleiten (21)
- Stössing (267)